# Prilesje (Chorwacja)
Prilesje – wieś w Chorwacji, w żupanii zagrzebskiej, w mieście Vrbovec. W 2011 roku liczyła 181 mieszkańców.